# Басадре, Виктор
Виктор Мануэль Басадре Ороско (исп. Víctor Manuel Basadre Orozco; 16 февраля 1970, Луго) — испанский футбольный тренер.

## Карьера
В раннем возрасте завершил свою карьеру и начал тренировать. Учился в школах «Лукус Аугусти» и «Вирше-дос-Ольос-Грандес». В первое время работал с командами из Луго. Затем находился в системе клуба «Реал Мурсия». Летом 2009 года вошёл в тренерский штаб Унаи Эмери в «Валенсии». Затем Басадре продолжил свою самостоятельную карьеру. В 2019 году специалист должен был стать помощником Хуана Феррандо в литовском «Жальгирисе», однако тот не смог возглавить клуб из-за проблем со здоровьем. Во время подготовки к новому сезону Басарде в отсутствии Феррандо уже приступил к работе с командой, но вместо него руководство пригласило на должность наставника белоруса Алексея Багу. В начале 2021 года испанец возглавил другой литовский клуб «Судува».